# Location identifier
Location identifier är en symbolisk representation för namnet och platsen på en flygplats, navigationshjälpmedel eller väderstationer och används för bemannade flygtrafikledningar i flygledningar, telekommunikation, datorprogrammering, väderrapporter och relaterade tjänster.
Koderna för flygplatser kallas flygplatskoder och sammanställs parallellt av IATA och ICAO och nationella flygmyndigheter.